# Hyperolius kachalolae
Espèce
Statut de conservation UICN

 LC  : Préoccupation mineure
Hyperolius kachalolae est une espèce d'amphibiens de la famille des Hyperoliidae.

## Répartition
Cette espèce se rencontre au Malawi et en Zambie. Elle pourrait être présente en Angola et en République démocratique du Congo,.

## Étymologie
Son nom d'espèce lui a été donné en référence à son lieu de découverte, Kachalola en Zambie.

## Publication originale
- Schiøtz, 1975 : The Treefrogs of Eastern Africa. Copenhagen, Steenstrupia, p. 1-232.